# Torsten Hallman

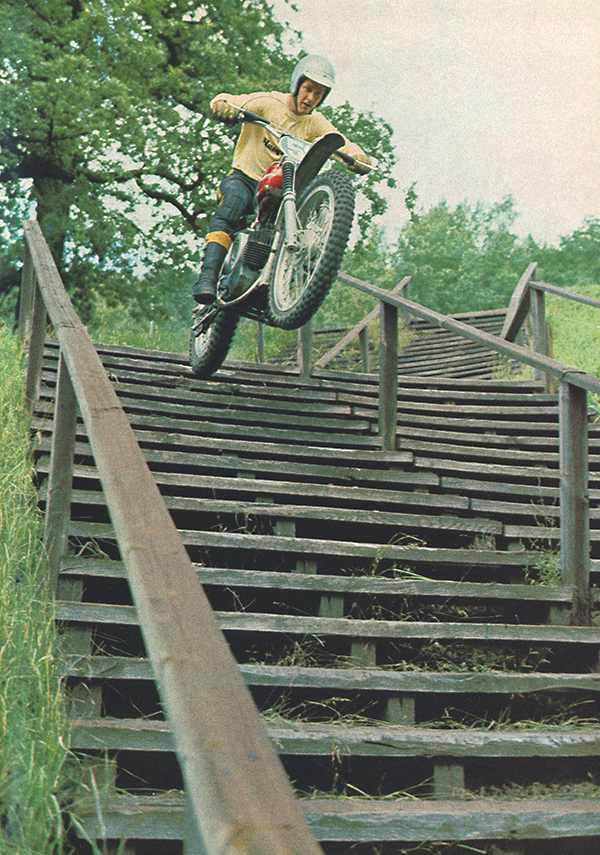
Torsten Hallman 1967

Torsten Hallman, född 17 oktober 1939 i Uppsala, fyrfaldig världsmästare i motocross 250 cc-klassen - 1962, 1963, 1966 och 1967, samtliga gånger på märket Husqvarna. Han var ytterst nära att vinna VM också 1968, livligt beskrivet av honom själv bl.a. i boken "Mr Motocross" från 1970. Torsten Hallman inbjöds 1966 av den amerikanske motorcykelimportören Edson Dye att uppträda i tävlingar för att marknadsföra Husqvarna motocrossmotorcyklar, som Edson Dye representerade, på den amerikanska marknaden. Torsten Hallman vann i spektakulärt överlägsen stil en serie tävlingar i USA vilket bidrog till att väcka entusiasm för både sporten motocross och märket Husqvarna. [källa behövs]
Husqvarnas motocrossmotorcyklar var vid denna tid en måttligt modifierad version av den massproducerade men alltmer omoderna ungdomsmotorcykeln Husqvarna 282 Silverpilen från 1955. Den första till USA exporterade vinnarmaskinen från 1966 bevarades av en slump och har, sedan den återupptäckts, renoverats vackert och korrekt av John Lefevre.